# Mamirolle
Mamirolle es una comuna nueva francesa situada en el departamento de Doubs, de la región de Borgoña-Franco Condado.

## Historia
Fue creada el 1 de enero de 2025, en aplicación de una resolución del prefecto de Doubs de 27 de septiembre de 2024 con la unión de las comunas de Le Gratteris y Mamirolle.

## Demografía
Según los datos aportados en la última resolución del prefecto de Doubs, la comuna pasa a tener 2012 habitantes.

## Composición
| Comuna fusionada | Código INSEE | Población (2022) | Superficie (km²) | Densidad (hab./km²) |
| ---------------- | ------------ | ---------------- | ---------------- | ------------------- |
| Le Gratteris     | 25297        | 163              | 2.97             | 55                  |
| Mamirolle        | 25364        | 1974             | 11.49            | 172                 |